# L'Île au trésor (film, 1999)
Pour les articles homonymes, voir L'Île au trésor (homonymie).
Pour plus de détails, voir Fiche technique et Distribution.
L'Île au trésor (Treasure Island) est un film d'aventure américain réalisé par Peter Rowe sorti en 1999.

## Fiche technique
- Titre : L'Île au trésor
- Titre original : Treasure Island
- Réalisation : Peter Rowe
- Scénario : Peter Rowe d'après le roman de Robert Louis Stevenson
- Photographie : Marc Charlebois
- Montage :
- Costumes :
- Décors :
- Musique : Neil Smolar
- Producteur : Pieter Kroonenburg et Julie Allan
  - Producteur délégué : John Buchanan et Harry Alan Towers
  - Producteur exécutif : Hélène Boulay
- Production : Fries Film Group, Isle of Man Film Commission et Kingsborough Greenlight Pictures
- Distribution : Columbia TriStar Home Video
- Pays d’origine :  États-Unis
- Genre : Film d'aventure
- Durée : 98 minutes
- Dates de sortie :
  -  États-Unis : 8 janvier 1999

## Distribution
- Jack Palance : Long John Silver
- Kevin Zegers : Jim Hawkins
- Patrick Bergin : Billy Bones
- Christopher Benjamin : Squire Trelawney
- Malcolm Stoddard : Capitaine Smollett
- David Robb : Dr Livesey
- Cody Palance : Blind Pew
- Dermot Keaney : Israel Hands
- Anthony Booth : Chief Revenue Officer
- Walter Sparrow : Ben Gunn
- Peter Rowe : Capitaine Flint